# Pas cobert al carrer Lluís Folquet
Pas cobert al carrer Lluís Folquet és una obra de Tàrrega (Urgell) inclosa a l'Inventari del Patrimoni Arquitectònic de Catalunya.

## Descripció
Pas cobert situat al carrer Lluís Folquet de Tàrrega el qual condueix cap a la plaça de Sant Antoni. Està construït entre els murs de l'Arxiu comarcal de Tàrrega i un habitatge particular. La seva part superior és aprofitada per a crear-hi una terrassa, amb baranes de forja, propietat d'aquesta casa particular. És un pas totalment allindat fet a base de lloses de pedra allargassades col·locades horitzontalment una al costat de l'altra i que van a banda i banda del carrer fins a crear una coberta. Alhora serveix de sòl de la terrassa abans citada, la qual és una solució bastant freqüent utilitzada en aquesta mena de passos. Els murs, en aquest cas, són de baix interès on els seus materials i la seva construcció són d'època relativament actual. És un pas de llargada considerable i una amplada d'uns tres metres.